# タルサからの24時間
「タルサからの24時間」（英語: Twenty four hours from Tulsa）は、バート・バカラックとハル・デイヴィッドが作詞作曲し、ジーン・ピットニーが1963年に発表した楽曲。全米チャート17位を獲得した。ピットニーの広い声域を生かしたスケールの大きな作品でダスティ・スプリングフィールド盤も評判になった。

## 解説
「タルサからの24時間」はジーン・ピットニーとバカラックのコンビの作品のなかでも従来のカントリー調ではなく地名を題名に含めた点でもジム・ウェッブの「恋はフェニックス」を思い起させる。先にバカラックが曲を書き、ハル・デヴィッドが詩をつけるパターンとなったこの作品はピットニーに書いた作品では上質の作品と二人は自負している。イギリスでは全英5位を記録し、他のバカラック作品はチャート・インせず,ヒットした唯一のバカラック作品でもある。アメリカよりイギリスで人気の高かったジーン・ピットニーとしては珍しい現象だが,翌1964年にはダスティ・スプリングフィールド盤も話題になった。

## カバー
- ダスティ・スプリングフィールド - 1964年のアルバム『A Girl Called Dusty』に収録。
- ジェイとアメリカンズ - 1963年のアルバム『At the Cafe Wha?』に収録。
- イアン・アンド・シルヴィア - 1965年のアルバム『Play One More』に収録。